# Serge Perrotin
 (décembre 2019).
 (décembre 2019).
Pour les articles homonymes, voir Perrotin.
Serge Perrotin, né le 21 octobre 1962 à La Roche-sur-Yon (Vendée), est un scénariste de bandes dessinées et auteur de romans jeunesse français.

## Biographie
Serge Perrotin naît le 21 octobre 1962 à La Roche-sur-Yon. Il exerce d'abord comme technicien en génie mécanique puis enseignant en collège. Au début des années 1990, il prend un congé sabbatique et s’installe au Guatemala. Il voyage pendant trois ans en Amérique centrale, en Amérique du Sud, en Amérique du Nord et en Europe. Pendant ces années, il exerce différents métiers tels que reboiseur au Canada ou maçon en Allemagne. Il rédige également ses premiers textes sur la route. À son retour en France, il s'installe sur la côte vendéenne et se lance dans l'écriture de scénarios de bande dessinée.
En 1998, parait le premier tome de la série Lance Crow Dog, dessiné par Gaël Séjourné et publié par les éditions Le Téméraire puis Soleil. Suivront des collaborations avec les dessinateurs Chami, Beno, Marc Bourgne, Laurent Libessart, Clément Belin, Denis Van P, Jean-Marc Allais, Bry, Christian Maucler, Alexandre Eremine, Alexis Chabert pour le compte des éditions Glénat, Futuropolis, Sandawe, Nucléa2, Theloma, Monkey Verde et Paquet entre autres. 
En 2011 parait Au nom du fils (Ciudad perdida), un diptyque à connotations autobiographiques mis en images par Clément Belin aux éditions Futuropolis dont il coécrit ensuite l’adaptation audiovisuelle avec le metteur en scène Olivier Péray pour Arte. 
En 2012, parait Les Mules de Guadalajara, premier roman jeunesse de la série Les voyages-enquêtes d'Alex et Taïs aux éditions Durand-Peyroles puis Monkey Verde. Suivront L'échange de Maison en 2014, Le Pays indien en 2017 puis Le Trésor de Compostelle en 2020.

## Publications

### Bandes dessinée

#### Lance Crow Dog
1. Gaël Séjourné (dessin) et Jean Verney (couleurs), Sang Mêlé, Le Téméraire, 1998.
2. Gaël Séjourné (dessin) et Le Prince (couleurs), Cœur rouge - Cheveux jaunes, Le Téméraire, 1999.
3. Gaël Séjourné (dessin) et Le Prince (couleurs), La voie des étoiles, Soleil, 2001.
4. Gaël Séjourné (dessin) et Le Prince (couleurs), L'Homme de Kitimat, Soleil, 2002.
5. Gaël Séjourné (dessin) et Jean Verney (couleurs), Taïna, Soleil, 2003.
6. Jean-Marc Allais (dessin) et Scarlett Smulkowski (couleurs), Souviens-toi de Wounded Knee, éditions Sandawe, 2016.
7. Jean-Marc Allais (dessin) et Scarlett Smulkowski (couleurs), Les trois sœurs Little Horse, éditions Sandawe, 2018.
8. Jean-Marc Allais (dessin) et Scarlett Smulkowski (couleurs), Indian soldier, BD Must, 2022.

#### Terra incognita
1. Chami (dessin) et Jean Verney (couleurs), Les Survivants, éditions Nucléa, 2003.
2. Chami (dessin) et Jean Verney (couleurs), Hozro, Theloma, 2005.
3. Chami (dessin) et Jean Verney (couleurs), Retours, Theloma, 2006
4. Chami (dessin) et Bry (couleurs), Aoura, Monkey Verde, 2014.
5. Bry (dessin et couleurs), Malintzin, Monkey Verde, 2022.

#### L'Autre Terre
1. Beno (dessin) et Caroline Houdelot (couleurs), Elijah, Soleil, 2008.
2. Beno (dessin) et Caroline Houdelot (couleurs), Bjork, éditions Joker, 2011.
3. Beno (dessin) et Caroline Houdelot (couleurs), Oodgeroo, Joker, 2013.

#### Sphères
1. Laurent Libessart (dessin) et Nadine Voillat (couleurs), Leyla, Soleil, 2008.

#### Lynx
1. Alexandre Eremine (couleurs et dessin), Épisode 1, Éditions Paquet, 2020.
2. Alexandre Eremine (couleurs et dessin), Épisode 2, Paquet, 2021.
3. Alexandre Eremine (couleurs et dessin), Épisode 3, Paquet, 2022.

#### Au nom du fils, ciudad perdida
1. Clément Belin (couleurs et dessin), Première partie, Futuropolis, 2011.
2. Clément Belin (couleurs et dessin), Seconde partie, Futuropolis, 2012.

### Autres
- Jean-Marc Allais (dessin), Stéphane Heurteau (story-board), Sylvie Moureaux-Nery et Sylvie et David Dany (dessin), Il Pennello, le pinceau, éditions Sandawe, 2011.
- Joseph Carey Merrick, Éditions Sandawe, Lasne, 25 mai 2013
Scénario : Denis Van P, Serge Perrotin - Dessin : Denis Van P - Couleurs : Faymon -  (ISBN 978-2-930623-10-8)
- Christian Maucler (dessin et couleur), Home exchange, 2021

### Romans jeunesse

#### Les Voyages-enquêtes d'Alex et Taïs
1. Les Mules de Guadalajara, éditions Durand-Peyroles, 2012.
2. L'Échange de maison, éditions Durand-Peyroles, 2014.
3. Le Pays indien, Monkey Verde, 2017.
4. Le Trésor de Compostelle, Monkey Verde, 2020.
5. La Plante Lumière, Monkey Verde, 2024

### Articles
- Stéphane Heurteau (dessin), « Citoyen Vimeur », Auracan, no 17,‎ mai-juin 1997.

## Filmographie
Sauf indication contraire, les informations mentionnées dans cette section peuvent être confirmées par les bases de données cinématographiques IMDb et Allociné,  présentes dans la section « Liens externes ».
- 2016 : Au nom du fils, téléfilm, coscénario Olivier Péray et Sylvie Granotier, coproduction Arte France et Pierre Javaux Productions[2].

## Récompenses
- 2003 : prix Abracadabulles du meilleur album pour Terra incognita t. 1 avec Chami ;
- 2008 : prix meilleur album de science fiction au Festival international de Liévin pour Sphères t. 1 avec Laurent Libessart ;
- 2009 : Grand prix Citroën du meilleur album de bande dessinée au Festival de Moulins pour Sphères t. 1 avec Laurent Libessart.

#### Périodiques
- (en) « Christophe's Sautée - Serge Perrotin », Inkspot, no 64,‎ automne 2011.
- Serge Perrotin - Un nouveau monde, Le cri du menhir, no 6.

#### Interviews
- Serge Perrotin et Jean-Marc Allais (interviewés par Nicolas Anspach), « Serge Perrotin et Jean-Marc Allais (“Il Pennello”) : « Nos édinautes voulaient participer à notre projet éditorial ! » », ActuaBD,‎ 28 septembre 2011 (lire en ligne, consulté le 12 août 2025).

#### Articles
- « Rencontre avec Serge Perrotin, scénariste de Sphères et l'Autre Terre », sur bdencre.com.
- « Dans la bulle de Serge Perrotin », sur la-ribambulle.com.
- « Entretien avec Serge Perrotin et Chami, auteurs de Terra Incognita », sur scenerario.com.
- « Serge Perrotin, écrivain mathurinois », sur saintmathurin.com.
- Charles-Louis Detournay, « Serge Perrotin : « Lynx nous permet d’aborder certaines thématiques écologiques omniprésentes dans notre quotidien » », sur ActuaBD.

### Vidéographie
- [vidéo] « Découvrez Lynx et Serge Perrotin ! », sur YouTube
- [vidéo] « Interview de Serge Perrotin (Il Pennello, Lance Crow Dog) », sur YouTube
- [vidéo] « Rencontre avec Serge Perrotin », sur YouTube